# Баризон III (юдик Торресу)
Баризон III (італ. Barisone III; д/н — 1233) — юдик (володар) Торреського юдикатів в 1233—1236 роках.

## Життєпис
Походив з династії Лакон-Гунале. Єдиний син Маріано II, юдика Торресу, та Агнеси Кальярської. Народився 1221 року. 1233 року після смерті батька успадкував трон. Через молодий вік Рад нобілів обрала регентом Орцокко де Серру, який зосередив в своїх руках владу. Фактично Баризон III опинився під вартою в палаці в Сассарі.
1236 року знатні роди Доріа і Маласпіна влаштували повстання, внаслідок якого влада регента впала, а самого юдика було вбито. Його поховано в церкві Сан-Пантео в Сорсо. Владу було передано до сестри Баризона III — Аделазії.